# Gérard Christophe Michel Duroc
Gérard Christophe Michel Duroc (általánosan használt nevén Michel Duroc) (Pont-à-Mousson (Lotaringia), 1772. október 25. – Markersdorf mellett, 1813. május 23.) francia tábornok, Napóleon marsallja, friauli herceg.

## Életpályája
Ősrégi nemesi családból született. Kiképzését a châlons-i tüzérségi iskolában nyerte. A francia forradalom idején Németországba menekült. Hazájába 1796-ban visszatérve, mint Bonaparte tábornok hadsegéde, az olasz hadsereghez került; az Isonzón való átkelésnél (1797 márciusában) súlyosan megsebesült, ugyanakkor zászlóaljparancsnokká nevezték ki. Kitűnt az egyiptomi hadjáratban is, továbbá Szíriában, Jaffa előtt, amiért visszatértekor dandártábornokká nevezték ki. Brumaire 18-án közreműködött a Direktórium megbuktatásában, azután pedig mint követ sikeresen működött Berlinben, Szentpétervárott, Stockholmban és Koppenhágában az első konzul érdekében, amiért hadosztálytábornokká, majd Napóleon trónra lépésekor (1804) a császári palota főmarsalljává nevezték ki. A császár, aki ismerte Duroc nemes jellemét és hűségét, teljes bizalmával ajándékozta meg. Duroc állandóan ott volt Napóleon kíséretében és mérséklő, közvetítő befolyást gyakorolt reá. 1805-ben újra háborúba indult és Austerlitz mellett a gránátosok hadtestét vezérelte. A jénai csata után Duroc kötötte meg a békét Szászországgal, a friedlandi csata után pedig fegyverszünetet kötött a poroszokkal. Napóleon erre jutalmul friauli herceggé tette. Az asperni csata után a tartalék tüzérséget vezérelte Lobau szigetén, és a znaimi csata után fegyverszünetet hozott létre. A szerencsétlen kimenetelű orosz hadjárat után a Franciaországba visszasiető császár a gárdák újjászervezését bizta rá. A bautzeni csatából való visszavonulás közben, Markersdorf mellett, a császár közvetetlen közelében ágyúgolyó terítette le. Halála mélyen megindította a császárt, aki még Szent Ilona-szigetén sem feledkezett meg róla és végrendeletében tetemes összeget hagyott Duroc leányára. 

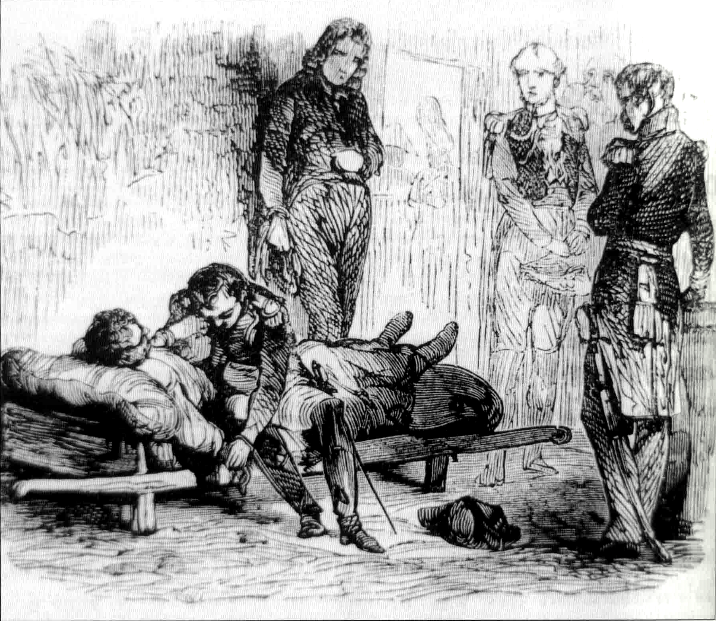
Duroc halála, Horace Vernet alkotása (1813 körül) - a haldokló ágyánál Napóleon császár.

## Emlékezete
- Duroc tetemét 1845-ben a párizsi Invalidusok dómjában helyezték örök nyugalomra.
- Állomás viseli a nevét (Duroc) a párizsi metró 10-es és 13-as vonalán.